# Maison, 1 rue des Chapeliers (Lannion)
La maison, 1 rue des Chapeliers est située à Lannion en France.

## Localisation
La maison est située sur le territoire de la commune de Lannion, 1 rue des Chapeliers, dans le département  des Côtes-d'Armor, dans la région Bretagne.

## Historique
La maison est inscrite partiellement (façade et toiture) au titre des monuments historiques par arrêté du 2 décembre 1926.

## Galerie

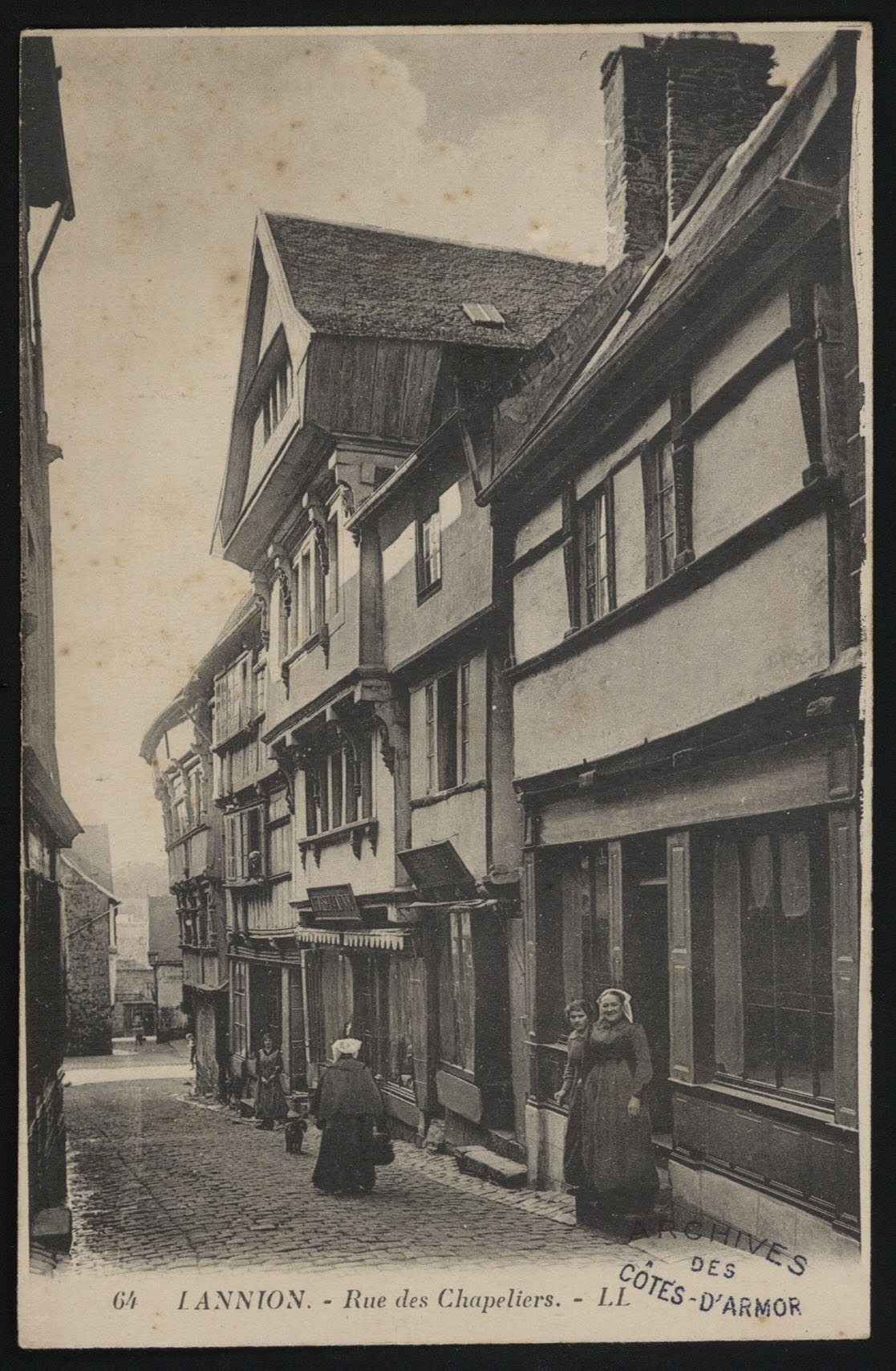
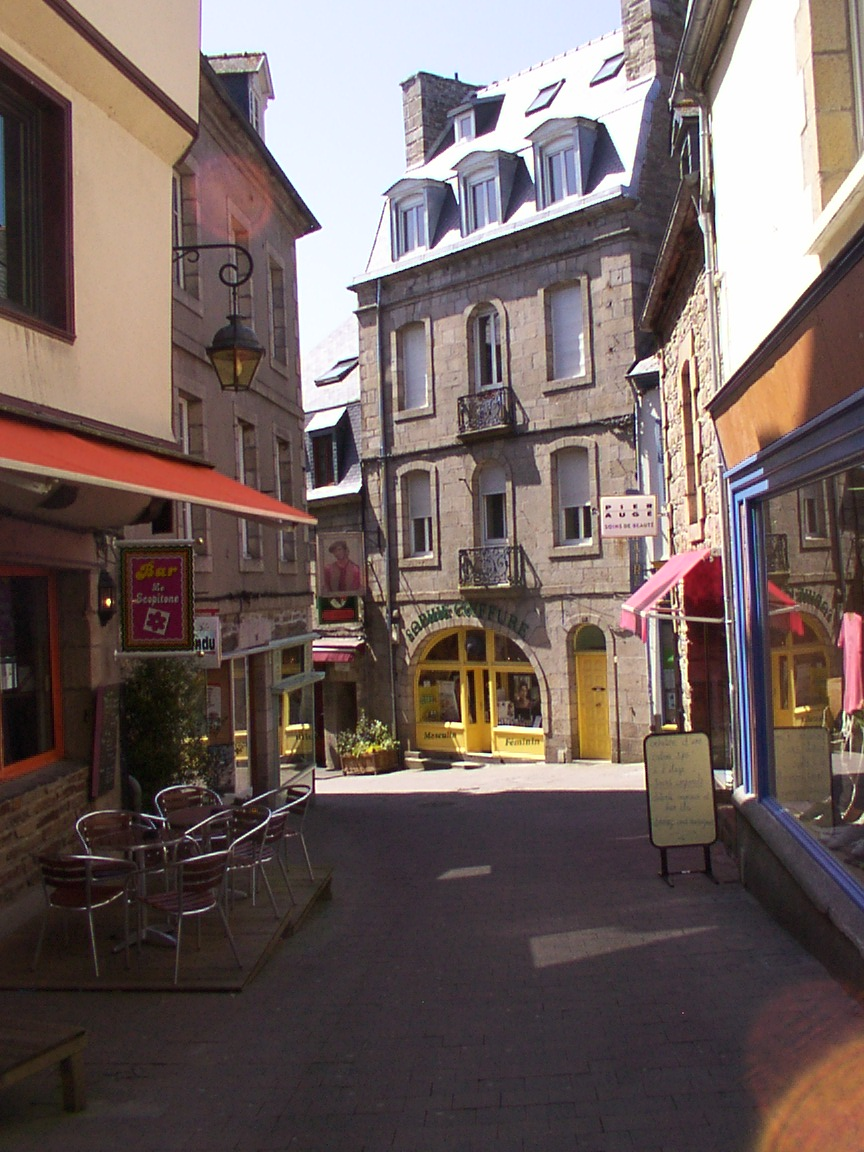